# Saint-Sixt
Saint-Sixt är en kommun i departementet Haute-Savoie i regionen Auvergne-Rhône-Alpes i sydöstra Frankrike. Kommunen ligger i kantonen La Roche-sur-Foron som tillhör arrondissementet Bonneville. År 2022 hade Saint-Sixt 994 invånare.

## Befolkningsutveckling
Antalet invånare i kommunen Saint-Sixt
| Referens: INSEE |